# Municipio de Escárcega
El municipio de Escárcega es uno de los 13 municipios en que se divide el estado mexicano de Campeche; está situado en el centro de la entidad y su origen se debe a la fundación de una estación en la línea de ferrocarril Coatzacoalcos-Mérida. Actualmente, su importancia económica está sustentada en ser el punto donde se divide la carretera proveniente del centro del país en las carreteras que llevan a Mérida, Yucatán y Chetumal, Quintana Roo.

## Geografía
El municipio de Escárcega se encuentra en el centro del territorio campechano, limita al norte con el municipio de Champotón, al oeste con el de Carmen, al este con el de Calakmul y al sur con el de Candelaria. Su extensión territorial es de 4,569.64 km², que representante el 8% del total del estado de Campeche.

### Orografía e hidrografía
El territorio del municipio, como el de toda la Península de Yucatán es fundalmente plano, con ligeras ondulaciones de sur a norte, sus suelos son calizos formados por estratos sucesivos, las únicas alturas importantes del municipio se encuentran hacia el noroeste del territorio en los límites con el municipio de Champotón y que llegan a alcanzar 100 m s. n. m.
La hidrología del municipio se divide en tres cuencas, la primera que ocupa el oeste y sur del territorio es la Cuenca Laguna de Términos que forma parte a su vez de la Región hidrológica Grijalva-Usumacinta, las corrientes pertenecientes a esta cuenca, vierten sus aguas en la Laguna de Términos, bahía natural formada por el Golfo de México en territorio de Campeche; el sector este y noreste del territorio forma parte de la cuenca Cuencas Cerradas, ubicada mayoritariamente en la selva y formada por pequeñas corrientes y lagunas como la Laguna de Silvituc, y las ubicadas en el vecino municipio de Calakmul, finalmente un pequeño sector del norte del municipio pertenece a la Cuenca Río Champotón y otros, siendo estas dos últimas cuencas parte de la Región hidrológica Yucatán Oeste (Campeche).
Prácticamente no existen corrientes superficiales en el municipio, y las que llega a haber son principalmente estacionales, a excepción de la Laguna de Silvituc, también conocida como Laguna Noh, que se encuentra al este del territorio, siendo uno de los principales recursos hidrológicos y de abasto de agua dulce de la región, esta laguna forma parte de una región lacustre junto con otras ubicadas en el vecino municipio de Calakmul, que durante las épocas de lluvias llegan a estar comunicadas a través de aguadas y zonas bajas pantanosas.

### Clima y ecosistemas
La totalidad del territorio municipal registra un clima que es clasificado como Cálido subhúmedo con lluvias en verano, registrándose una temperatura media anual mayor a 26 °C en la mayor parte del territorio, a excepción del tercio sureste, donde la temperatura media anual es inferior a estos 26 °C. La precipitación promedio anual se divide en tres bandas sucesivas en sentido oeste - este, registrando la primera de 1,300 a 1,500 mm, la segunda de 1,200 a 1,300 y la tercera de 1,100 a 1,200 mm.
Más del 70% del territorio del municipio está cubierto por la selva, esta se divide en dos clasificaciones, la primera es la selva mediana superenifolia y la segunda es la selva mediana subsuperenifolia, la principal diferencia entre ambas es la altura que alcanzan su vegetación, siendo en la superenifolia alcanzada una altitud de 15 a 30 m, mientras que en la subsuperenifolia menor a 15 m, sectores del centro y centro norte del territorio están ocupados por selva pero en la cual se practica agricultura nómada, es decir, en ella se realizan actividades agrícolas que se van moviendo de terreno por temporadas, esta actividad causa un importante daño ecológico y deforestación por lo cual se encuentra en proceso de desuso, finalmente existen pequeños sectores del extremo oeste del municipio ocupado por pastizales, y uno al este en que vegetación característica es el tular, correspondiente a las riveras de la Laguna de Silvituc.
Existe una gran riqueza de vida animal en el territorio de Escácega, aunque esta se ha ido disminuyendo y puesto en peligro, principalmente por el desarrollo de actividades productivas, entre las principales especies animales que se pueden encontrar en el municipio se pueden mencionar: Venado cola blanca, víbora de cascabel, chachalaca, puerco de monte, nauyaca, pavo de monte, jabalí, boa, faisán, armadillo, coralillo, gavilán, puerco espín, iguana, cotorra, tigrillo, Lagartija, canario, gato de monte, pato de monte y monos.
| Mapas geográficos de Escárcega |        |
|                                |        |
| Relieve e hidrología           | Climas |

## Demografía
El municipio tiene una población de 59,923 habitantes según los resultados del Conteo de Población y Vivienda de 2005 realizado por el Instituto Nacional de Estadística y Geografía, de ese total, 49.2% son hombres y 50.8% son mujeres.

### Grupos étnicos
De acuerdo con los resultados del mismo conteo de 2005, en el municipio se habladas un total de 21 lenguas indígenas, de las cuales la mayoritaria es la chol, hablada por el 49% de los hablantes de una lengua diferente al español en el municipio. El total de población hablante de lengua indígena es de 2,910 personas.

### Localidades
En el territorio del municipio hay un total de 223 localidades, la población de las principales es la siguiente:
| Código INEGI      | Localidad                 | Población (2020) |
| ----------------- | ------------------------- | ---------------- |
| 040090001         | Escárcega                 | 31 375           |
| 040090002         | División del Norte        | 3 963            |
| 040090282         | Matamoros                 | 1 677            |
| 040090256         | La Libertad               | 1 469            |
| 040090178         | Haro                      | 1 231            |
| 040090108         | Don Samuel                | 1 214            |
| 040090936         | Altamira de Zináparo      | 1 167            |
| 040091871         | Miguel Hidalgo y Costilla | 1 166            |
| 040090941         | Centenario                | 1 038            |
| Otras localidades | Otras localidades         | 14 253           |
| Total municipal   | Total municipal           | 58 553           |

## Comunicaciones
El territorio de Escárcega es un importante nudo de comunicaciones tanto carreteras como de ferrocarril, siendo estos el principal motor de desarrollo de la región, que antes de su existencia era prácticamente despoblada.

### Carreteras
Las principales carreteras que comunican el territorio del municipio de Escárcega son:
- Carretera Federal 186.
- Carretera Federal 259.
- Carretera Federal 261.

La Carretera Federal 186 es la principal vía de comunicación y actividad económica del territorio, atraviesa el municipio en un sentido suroeste-noroeste y luego oeste-este, proviene de la ciudad de Villahermosa, Tabasco y penetra al municipio proveniente del de Carmen, en la cabecera municipal, entronca con la carretera federal 261, que tiene como destino las ciudades de Campeche y Mérida, mientras que la 186 toma un sentido definitivo hacia el este, al interior del territorio de la selva, elanzando pequeñas comunidades y pasando junto a la Laguna de Silvituc, sale del municipio hacia Calakmul, con destino a las ciudades de Xpujil y Chetumal. La carretera 186 es la principal vía de comunicación del estado de Quintana Roo con el centro del país, moviéndose por ella numerosos bienes, recursos y turismo que tiene como destino ese estado.
La Carretera Federal 259 es una carretera pequeña y que sirve para enlazar a la Carretera 186, donde tiene origen en el poblado de Dieciocho de Marzo, con Sabancuy, en Champotón, donde enlaza con la Carretera Federal 180 y constituye una vía corta para la comunicación entre Escárcega y Ciudad del Carmen.
La Carretera Federal 261 tiene su origen en la ciudad de Escárcega, cabecera municipal, en la que entronca con la carretera 186, tiene un sentido norte-sur y comunica a Escárcega con la capital de estado, Campeche.

### Ferrocarriles
La introducción del ferrocarril, en la década de los años 30 fue el verdadero motor de desarrollo del interior del estado de Campeche, en la zona donde hoy se encuentra el municipio de Escárcega, dando un gran impulso a la explotación chiclera y cauchera que ya se había iniciado con anterioridad, además enlazó por vía terrestre a la Península de Yucatán con el resto del país por primera vez en la historia de México. El ferrocarril que transita por el municipio de Escárcega en sentido de suroeste a noroeste, la principal estación es la cabecera municipal, Escárcega, al norte comunica con la ciudad de Campeche y luego Mérida, y hacia el sur con Tenosique, Tabasco. La longitud total del ferrocarril en el municipio es de 6769 km.

### Aeródromos
En el territorio municipal se encuentran tres aeródromos, que dan servicio de transporte aéreo a la población, los cuales se encuentran localizados en la cabecera municipal, en Don Samuel y en Pancho Villa.

## Política
El municipio de Escárcega fue creado por decreto del Congreso de Campeche el 19 de julio de 1990, quedando formalmente constituido el día 1 de enero de 1991, con anterioridad a esa fecha, constituía una Junta Municipal del municipio del Carmen.
El gobierno del municipio le corresponde al Ayuntamiento, este está formado por el presidente municipal, un síndico de mayoría relativa, un síndico de representación proporcional, cinco regidores de mayoría relativa y tres de representación proporcional. Todo el ayuntamiento es electo para un periodo de tres años y no es reelegible para el periodo inmediato, pero si de manera intercalada.

### Subdivisión administrativa
El territorio municipal se encuentra dividido en 2 Juntas municipales Centenario y Division del norte, 4 comisarías municipales y 43 agencias municipales.
La junta municipal es elegida mediante sufragio directo por un periodo de tres años, las comisarías y agencias municipales son nombradas por el presidente municipal para el mismo periodo.

### Representación legislativa
Para la elección de Diputados al Congreso de Campeche y a la Cámara de Diputados federal, el municipio se integra de la siguiente manera:
Local:
- XIII Distrito Electoral Local de Campeche con cabecera en Escárcega.

Federal:
- Distrito electoral federal 2 de Campeche con cabecera en Ciudad del Carmen.[15]

### Presidentes municipales
- (1992 - 1994): Mauro González Luna
- (1995 - 1997): Humberto Manuel Cahuich Jesús
- (1997 - 1999): Roberto Cambranis González
- (2000 - 2003): Rosaura del Carmen González Castillo
- (2003 - 2006): Pedro Alfonzo Moreno Mora
- (2006 - 2009): Aureliano Quirarte Rodríguez
- (2009 - 2012): Leonardo Moyao Cruz
- (2012 - 2015): Fernando Manuel Caballero Buenfil
- (2015 - 2017): Atilano Mosqueda Aguayo
- (2017 - 2018): Carlos Colli Cuevas
- (2018 - 2021): Rodolfo Bautista Puc
- (2021 - 2024): Silvestre Lemus Orozco
- (2024 - 2027): Juan Carlos Hernandez Rath